# Duri Timur
Duri Timur is een bestuurslaag in het regentschap Bengkalis van de provincie Riau, Indonesië. Duri Timur telt 7494 inwoners (volkstelling 2010).